# Lewisburg (Kentucky)
Lewisburg é uma cidade localizada no estado americano de Kentucky, no Condado de Logan.

## Demografia
Segundo o censo americano de 2000, a sua população era de 903 habitantes.
Em 2006, foi estimada uma população de 922, um aumento de 19 (2.1%).

## Geografia
De acordo com o United States Census Bureau tem uma área de
3,2 km², dos quais 3,2 km² cobertos por terra e 0,0 km² cobertos por água. Lewisburg localiza-se a aproximadamente 171 m acima do nível do mar.

## Localidades na vizinhança
O diagrama seguinte representa as localidades num raio de 28 km ao redor de Lewisburg.